# Whittard of Chelsea
Whittard of Chelsea es un minorista internacional de café, té y varios artículos que se utilizan para el consumo de bebidas calientes. Té instantáneo, chocolate caliente, china y confitería están también entre sus principales productos. La empresa fue fundada en 1886 por Walter Whittard. Se expandió en la década de 1980 y 1990, siendo comprada por el Baugur Group de Islandia en 2005 por 21 millones de libras. Tras el colapso financiero de Islandia en 2008, la empresa fue colocada en la administración antes de ser vendidos a la firma de capital privada EPIC por un monto no revelado en diciembre de 2008. Wittards tiene unas 77 tiendas en todo el Reino Unido, así como tiendas internacionales en varios países.

## Historia
La empresa fue fundada en 1886 por Walter Whittard, un comerciante de Londres. Originalmente la empresa sólo vendía té, sin embargo en pocos años se había diversificado. La compañía se amplió en la década de 1980 y 1990 en el Reino Unido y en el extranjero. La sociedad de inversión Baugur Group de Islandia compraron a Whittard of Chelsea en 2005 por unos 21 millones de libras. En el año a finales de marzo de 2007, Whittard reportó una pérdida de £3. 2m. Baugur fue golpeado por el colapso financiero de Islandia en 2008 y colocaron la empresa en administración con Ernst & Young. Fue vendida a la firma de capital privada EPIC por un monto no revelado en 23 de diciembre de 2008.

## Operaciones

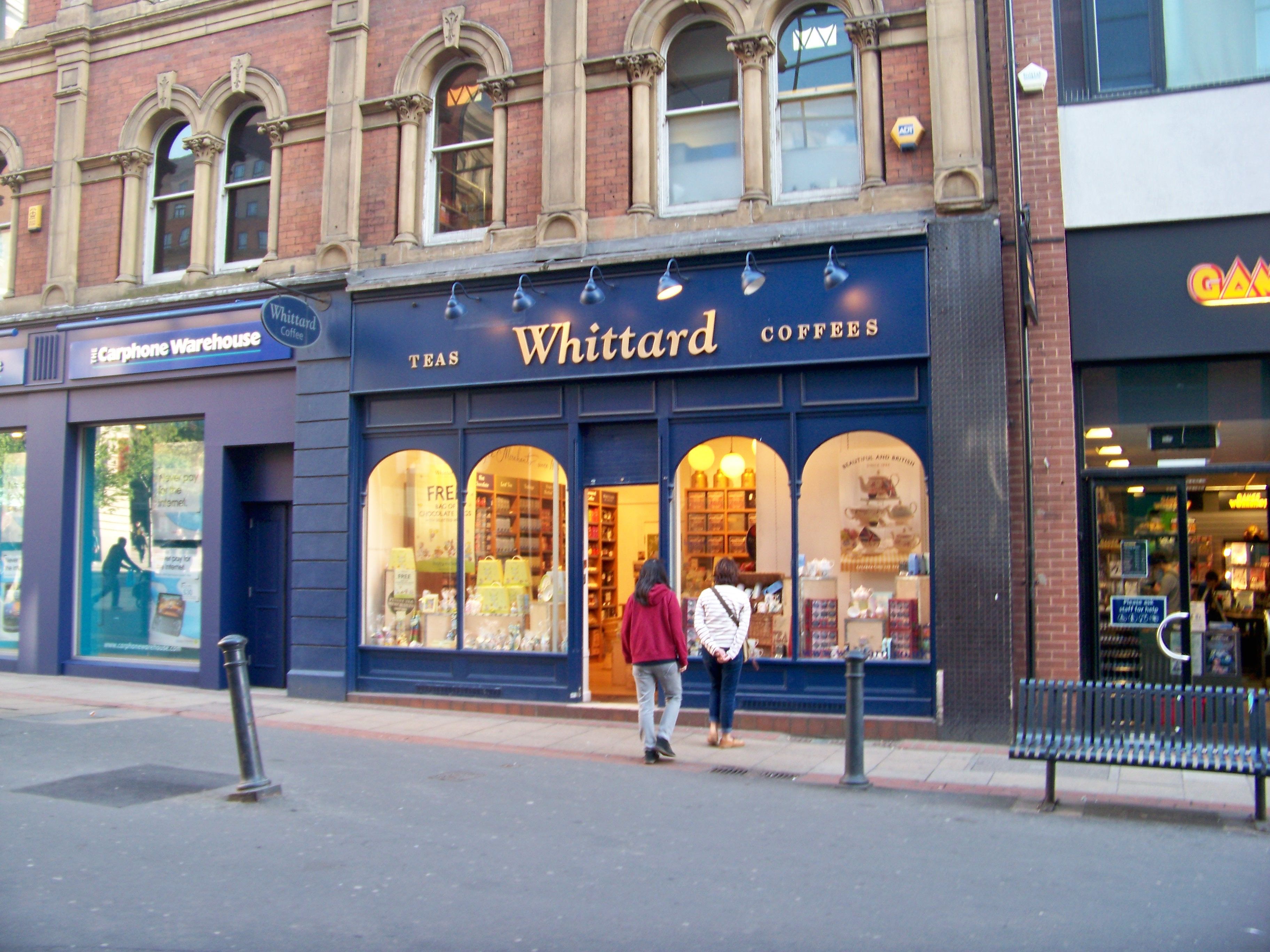
Whittards en Land Lane en Leeds

La compañía cuenta con 54 tiendas en el Reino Unido, que emplea a 950 personas y ofrece ventas internacionales a través de su sitio web transaccional. La empresa cuenta con tiendas internacionales en países como Abu Dhabi, Australia, Chile, Chipre, Dubái, Kuwait, Singapur, Sudáfrica, Tailandia, Polonia, China y Rumania.